# New Frontier
New Frontier (Brasil: A Nova Fronteira ) é um filme norte-americano de 1939, do gênero faroeste, dirigido por George Sherman e estrelado por John Wayne, Ray Corrigan e Raymond Hatton.

## A produção
New Frontier é o vigésimo-quarto filme da série de cinquenta e um que a Republic Pictures produziu entre 1936 e 1943 com o trio The Three Mesquiteers, conhecido no Brasil como Os Três Mosqueteiros, Os Três Mosqueteiros do Oeste ou ainda Os Três Amigos Valentes.
O filme marca a oitava e última participação de John Wayne na série. Ray Corrigan também se despediu, depois de fazer parte do trio desde o início. Por outro lado, Jennifer Jones, ainda como Phylis Isley, seu nome de batismo, faz sua estreia no cinema.
O tema do filme é a construção de uma barragem e, mais uma vez, a vida imitou a arte: a cidade de Kernville, Califórnia, onde foram rodados inúmeros faroestes B como este, foi evacuada em 1953 para a criação de um lago.
Apesar de rodados antes, tanto New Frontier quanto The Night Riders, Three Texas Steers e Wyoming Outlaw somente chegaram às telas após o lançamento de Stagecoach, o filme de John Ford que elevou John Wayne à categoria de astro. O ator jamais perdoou a Republic por isto.
O filme foi relançado com o título de Frontier Horizon, para evitar confusão com The New Frontier, que Wayne estrelou em 1935, e com o qual não tem nenhuma relação.

## Sinopse
Os Três Mosqueteiros do Oeste—Stony Brooke, Tucson Smith e Rusty Joslin—salvam um grupo de colonos de uma companhia que tenta tomar suas terras para nelas construir uma represa.

## Elenco
| Ator/Atriz       | Personagem            |
| ---------------- | --------------------- |
| John Wayne       | Stony Brooke          |
| Ray Corrigan     | Tucson Smith          |
| Raymond Hatton   | Rusty Joslin          |
| Phylis Isley     | Celia Braddock        |
| Eddy Waller      | Major Steven Braddock |
| Sammy McKim      | Stevie Braddock       |
| LeRoy Mason      | Gilbert               |
| Harrison Greene  | William Proctor       |
| Reginald Barlow  | Juiz Bill Lawson      |
| Burr Caruth      | Doutor 'Doc' Hall     |
| Dave O'Brien     | Jason Braddock        |
| Hal Price        | Xerife                |
| Jack Ingram      | Harmon                |
| Bud Osborne      | Dickson               |
| Charles Whitaker | Jed Turner            |